# Empire Burlesque
Empire Burlesque je 23. studiové album Boba Dylana, vydané 10. června 1985 u Columbia Records. Na albu se objevilo mnoho hostů, mezi které patří například členové skupin The Rolling Stones (Ronnie Wood, Mick Taylor) Sly and Robbie (Robbie Shakespeare, Sly Dunbar) nebo Tom Petty and the Heartbreakers (Mike Campbell, Howie Epstein).

## Seznam skladeb
Všechny skladby napsal Bob Dylan.
| Strana 1 | Strana 1                                                | Strana 1 |
| Pořadí   | Název                                                   | Délka    |
| -------- | ------------------------------------------------------- | -------- |
| 1.       | Tight Connection to My Heart (Has Anybody Seen My Love) | 5:22     |
| 2.       | Seeing the Real You at Last                             | 4:21     |
| 3.       | I'll Remember You                                       | 4:14     |
| 4.       | Clean Cut Kid                                           | 4:17     |
| 5.       | Never Gonna Be the Same Again                           | 3:11     |

| Strana 2       | Strana 2                                  | Strana 2 |
| Pořadí         | Název                                     | Délka    |
| -------------- | ----------------------------------------- | -------- |
| 1.             | Trust Yourself                            | 3:29     |
| 2.             | Emotionally Yours                         | 4:30     |
| 3.             | When the Night Comes Falling from the Sky | 7:30     |
| 4.             | Something's Burning, Baby                 | 4:54     |
| 5.             | Dark Eyes                                 | 5:07     |
| Celková délka: | Celková délka:                            | 46:24    |

## Sestava
- Bob Dylan – zpěv, harmonika, kytara, klávesy
- Peggie Blu – doprovodný zpěv
- Debra Byrd – doprovodný zpěv
- Mike Campbell – kytara, zpěv
- Chops – lesní roh
- Alan Clark – syntezátor, klávesy
- Carolyn Dennis – doprovodný zpěv
- Sly Dunbar – bicí, perkuse
- Howie Epstein – baskytara, zpěv
- Anton Fig – bicí
- Bob Glaub – baskytara
- Don Heffington – bicí
- Ira Ingber – kytara
- Bashiri Johnson – perkuse
- Jim Keltner – bicí, zpěv
- Stuart Kimball – kytara
- Al Kooper – kytara, lesní roh, klávesy
- Queen Esther Marrow – doprovodný zpěv
- Sid McGinnis – kytara
- Vince Melamed – syntezátor
- John Paris – baskytara
- Ted Perlman – kytara
- Madelyn Quebec – zpěv
- Richard Scher – syntezátor
- Robbie Shakespeare – baskytara
- Mick Taylor – kytara
- Benmont Tench – piáno, klávesy
- Urban Blight Horns – lesní rohy
- David Watson – saxofon
- Ronnie Wood – kytara